# Taching am See
Taching am See är en kommun och ort i Landkreis Traunstein i Regierungsbezirk Oberbayern i förbundslandet Bayern i Tyskland.
Kommunen ingår i kommunalförbundet Waging am See tillsammans med köpingen Waging am See och kommunen Wonneberg.